# Konstantinovy Lázně
Konstantinovy Lázně är en ort i Tjeckien.   Den ligger i distriktet Okres Tachov och regionen Plzeň, i den västra delen av landet, 110 km väster om huvudstaden Prag. Konstantinovy Lázně ligger 527 meter över havet och antalet invånare är 927.
Terrängen runt Konstantinovy Lázně är platt åt sydväst, men åt nordost är den kuperad. Runt Konstantinovy Lázně är det glesbefolkat, med 16 invånare per kvadratkilometer. Närmaste större samhälle är Klášter, 12,0 km nordväst om Konstantinovy Lázně. I omgivningarna runt Konstantinovy Lázně växer i huvudsak blandskog.